# فرودگاه لیپتسک
فرودگاه لیپتسک (به روسی: Аэропорт Липецк) فرودگاهی عمومی واقع در لیپتسک در کشور روسیه است.

## شرکت‌های هواپیمایی و مقصدهای پروازی
| شرکت‌های هواپیمایی | مقصدهای پروازی                    |
| ----------------- | --------------------------------- |
| RusLine           | دوموده‌دوو، پالکوو، سوچی، کولتسوو  |
| اس۷ ایرلاینز      | دوموده‌دوو (آغاز از ۲۹ اکتبر ۲۰۱۷) |
| ساراتوف ایرلاینز  | فصلی: سیمفروپول                   |